# 協奏曲第8番 (リース)
協奏曲第8番 変イ長調 作品151（きょうそうきょくだい8ばん へんいちょうちょう さくひん151、ドイツ語: Gruß an den Rhein, Konzert Nr. 8 für Pianoforte und Orchester As-Dur op. 151）は、ドイツ出身の作曲家フェルディナント・リースが、イギリスから帰国して2年後の1826年頃に作曲した、7番目のピアノとオーケストラのための協奏曲。

## 概要
『ラインへの挨拶』の名で知られ、リースの代表作の一つである。
ピアノ協奏曲の構造としてはベートーヴェンの形式を受け継いでいるが、ピアノのパートはショパンやシューマンに接近している。

## 楽器編成
ピアノソロ、フルート2、クラリネット2、ファゴット2、ホルン2、トランペット2、ティンパニ、弦楽

## 楽曲構成
- 第1楽章 Allegro con moto
- 第2楽章 Larghetto con moto
- 第3楽章 Rondo: Allegro molto

## 演奏時間
約30分。